# Арга-Сала (приток Оленька)

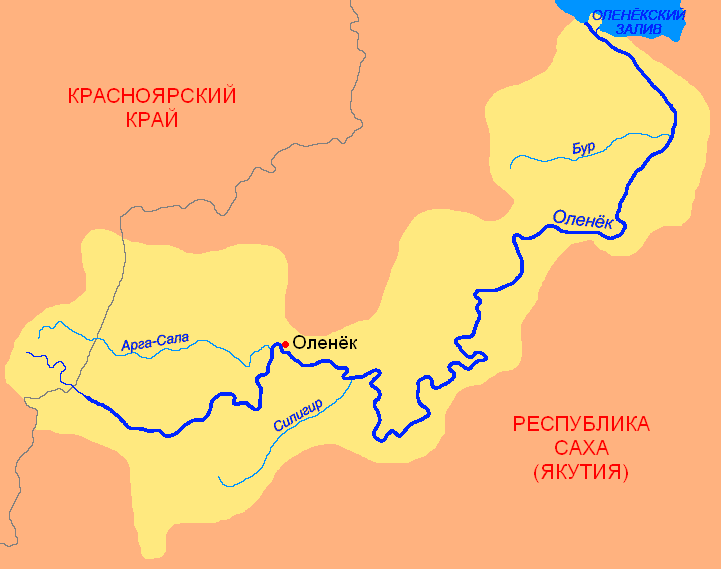

Арга́-Сала́ — река в России, протекает по территории Оленёкского района Якутии и Эвенкийского района Красноярского края. Левый приток реки Оленёк. Образуется от слияния рек Правая Арга-Сала и Левая Арга-Сала. Длина реки — 503 км, площадь водосборного бассейна — 47 700 км². Протекает по Среднесибирскому плоскогорью, изобилует порогами, обусловленными выходами траппов.
Название в переводе с якут. Арҕаа Салаа — «западный проток».

## Основные притоки
Указаны поименованные притоки длиной 50 км и более.
| Название         | Расстояние от устья | Длина | Положение |
| ---------------- | ------------------- | ----- | --------- |
| Кенгяде          | 12                  | 241   | левый     |
| Кюэнелекян       | 118                 | 205   | левый     |
| Кута             | 156                 | 72    | правый    |
| Кукусунда        | 180                 | 270   | левый     |
| Кюэнелекян       | 276                 | 94    | правый    |
| Салка            | 318                 | 56    | правый    |
| Кюелькян         | 376                 | 57    | левый     |
| Правая Арга-Сала | 503                 | 51    | правый    |